# Mihai Vardală
Mihai Vardală (n. 1903) a fost un rugbist român, a participat cu echipa de rugbi la Jocurile Olimpice de vară din 1924 desfășurate la Paris – olimpiadă la care echipa României a obținut medalia de bronz, prima medalie cucerită de un român la o olimpiadă.

## Legături externe
- Mihai Vardală la Comitetul Olimpic și Sportiv Român (arhivat)
- en Mihai Vardală la Olympedia.org